# Яцко Павло
Яцко́ Павло́ (10 червня1886 Бечийньфолво, Словаччина–22 серпня 1938 (53 роки) ) — педагог, закарпатський освітній діяч, організатор «Просвіти» на Перечинщині; співредактор журналу «Підкарпатська Русь».
У 2013 році на зібрані в Перечинській бібліотеці, присвяченому пам'яті Павла Яцка, було запропоновано назвати його ім'ям школу, яку він очолював, та створити музей.д